# Debong Wetan
Debong Wetan is een bestuurslaag in het regentschap Tegal van de provincie Midden-Java, Indonesië. Debong Wetan telt 3425 inwoners (volkstelling 2010).